# Kancelaria odszkodowawcza
Kancelaria odszkodowawcza – jeden z podmiotów, zajmujących się dochodzeniem roszczeń w imieniu osób poszkodowanych. Podstawą prawną funkcjonowania kancelarii są ogólne regulacje dotyczące form prawnych prowadzenia działalności gospodarczej, tj. ustawa o swobodzie działalności gospodarczej, ustawa Prawo przedsiębiorców oraz Kodeks spółek handlowych.

## Historia
W latach 90 ubiegłego wieku oraz w pierwszym pięcioleciu lat dwutysięcznych osoby zgłaszające roszczenia z tytułu szkód osobowych stosunkowo rzadko czyniły to za pośrednictwem profesjonalnego pełnomocnika, zaś specjalizacja adwokatów czy radców prawnych w tym przedmiocie była rzadkością, co powodowało, że ubezpieczyciele mieli łatwość w narzucaniu niezorganizowanej i rozproszonej grupie osób poszkodowanych przyjmowanej przez siebie wykładni norm prawnych. Sytuacja ta zaczęła ulegać zmianie w począwszy od roku 2005, kiedy to zaczęły powstawać coraz większe przedsiębiorstwa z branży doradztwa odszkodowawczego. Lata 2010 – 2015 są okresem, w którym podmioty te były już na tyle okrzepłe na rynku, że w odpowiedzi na określoną politykę zakładów ubezpieczeń były w stanie realizować własne założenia, które, ze względu na skalę obsługiwanych spraw, zaangażowane środki osobowe i kapitałowe, a także zwrócenie uwagi właściwych organów publicznych oraz mediów, mogły realnie wpływać na praktykę likwidacyjną.
Szacuje się, że obecnie takich podmiotów może być w Polsce ponad 3100 (na podstawie danych z REGON w 2016). Kancelarie odszkodowawcze to głównie przedsiębiorstwa mikro, podmioty w których liczba pracujących nie przekracza 9 osób  (99,2%). Kancelarie te powinny być klasyfikowane  w PKD jako podklasa 66.21.Z (Działalność związana z oceną ryzyka i szacowaniem poniesionych strat).

## Branżowe Izby Gospodarcze
W Polsce działają głównie dwie kluczowe izby gospodarcze:
- Polska Izba Doradców i Pośredników Odszkodowawczych.
- Pomoc Poszkodowanym – Ogólnopolska Izba Pośredników i Przedstawicieli Firm Odszkodowawczych.

Polska Izba Doradców i Pośredników Odszkodowawczych (PIDiPO) jest organizacją samorządu gospodarczego, która skupia przedsiębiorców świadczących usługi na rzecz osób poszkodowanych w wypadkach. PIDiPO powstała w 2010r. Celem, założycieli PIDiPO było stymulowanie rozwoju doradztwa odszkodowawczego w Polsce i podnoszenie poziomu usług świadczonych przez jej członków. PIDiPO opracowuje standardy działalności odszkodowawczej, jak również przedstawia stanowisko branży w odniesieniu do projektów regulacji prawnych związanych z przedmiotem działania członków Izby. Polska Izba Doradców i Pośredników Odszkodowawczych jest członkiem Krajowej Izby Gospodarczej.
„Pomoc Poszkodowanym – Ogólnopolska Izba Pośredników i Przedstawicieli Firm Odszkodowawczych" to organizacja zrzeszającą podmioty zajmujące się kompleksowym doradztwem osobom poszkodowanym w zakresie roszczeń odszkodowawczych i pomocą w procesie likwidacji szkody przez podmiot do tego zobowiązany (np. kierowcy w ramach umowy OC posiadaczy pojazdów mechanicznych). Powstała także w 2010r.
Izba realizuje standardy działania rynku doradztwa odszkodowawczego, jak również Kodeks etyczny, dotyczący współpracy z osobami poszkodowanymi. „Pomoc Poszkodowanym – OIPiPFO"  zajmuje też stanowisko branży odszkodowawczej  w odniesieniu do projektów prawnych związanych z działalnością członków Izby.
Doradcy odszkodowawczy realizują swoje zadania poprzez:
- Pomoc klientom w dochodzeniu należnych im świadczeń.
- Sygnalizowanie rozbieżności w orzecznictwie.
- Udział w pracach legislacyjnych dotyczących branży odszkodowawczej oraz ochrona dobrego imienia[4][5].

## Najgłośniejsze sukcesy
W Polsce w latach 2015-2017 do sądów wpłynęło ponad 200 tys. spraw z roszczeniami. W ponad 80 proc. poszkodowanych w wypadkach komunikacyjnych korzysta z pomocy kancelarii odszkodowawczych przy dochodzeniu odszkodowań od ubezpieczycieli. Z tych ponad 200 tys. spraw toczonych przed polskimi sądami w ciągu ostatnich około dwóch lat ponad 90 proc. wygrywają poszkodowani i ich prawni przedstawiciele.
Najgłośniejsze przypadki rekordowych odszkodowań znane są z rynku amerykańskiego, np. Amerykański koncern chemiczny Monsanto zapłaci gigantyczne odszkodowanie 289 milionów dolarów na rzecz 46 letniego ogrodnika w Kalifornii.